# Huracán Laura
Durante la Pandemia de COVID-19 el huracán Laura fue un huracán del Atlántico de categoría 4 mortal y dañino que relacionó al huracán Last Island de 1856 y el Huracán Ida del 2021 como el huracán más fuerte registrado en tocar tierra en el estado estadounidense de Luisiana, medido por los vientos máximos sostenidos. La duodécima tormenta con nombre, el cuarto huracán y el primer huracán importante de la Temporada de huracanes del Atlántico de 2020, Laura se originó a partir de una gran ola tropical que se movió frente a las costas de África Occidental el 16 de agosto y se convirtió en depresión tropical el 20 de agosto. Se intensificó hasta convertirse en tormenta tropical un día después, convirtiéndose en la duodécima tormenta con nombre más antigua registrada en la cuenca del Atlántico Norte, formada ocho días antes que el Huracán Luis de 1995.
Laura trajo fuertes lluvias e importantes inundaciones repentinas a partes del Caribe. Laura mató a 81 personas a su paso por el Caribe y Estados Unidos; 31 en Haití, 9 en República Dominicana y 41 en Estados Unidos. La tormenta atravesó la totalidad de Cuba, provocando avisos de tormenta tropical en todo el país y la evacuación de más de 260.000 personas. En Florida, Laura trajo ráfagas de viento con fuerza de tormenta tropical en fuertes bandas de lluvia y olas altas.

## Historia meteorológica

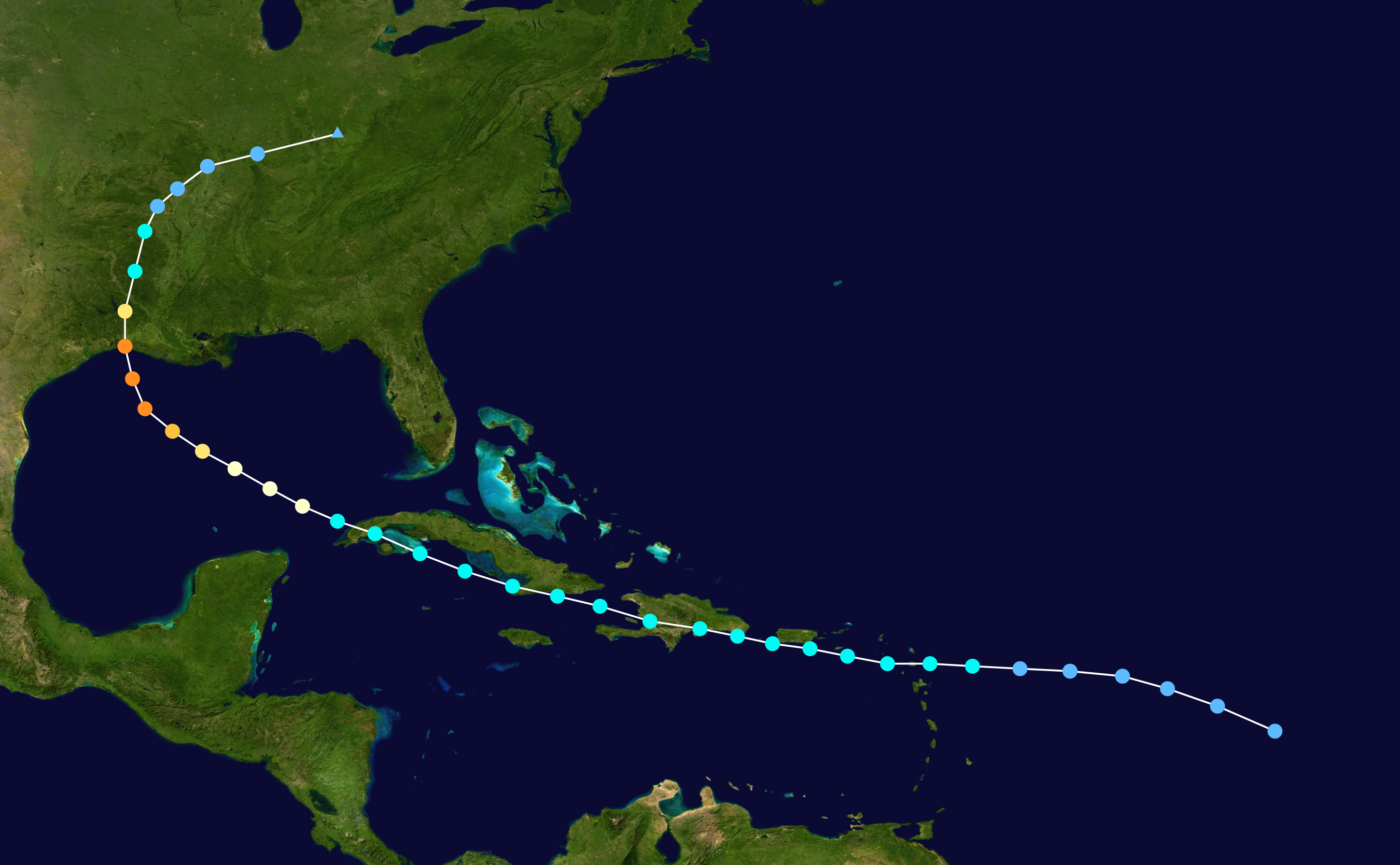
Mapa que traza la trayectoria y la intensidad de la tormenta, según la escala Saffir-Simpson.

El 16 de agosto, el Centro Nacional de Huracanes (NHC) comenzó a rastrear una gran ola tropical que había emergido de la costa de África Occidental y comenzó a atravesar la Zona de convergencia intertropical (ITCZ) hacia las Islas de Barlovento. En ruta a las Islas de Barlovento, las imágenes de satélite revelaron que el sistema comenzó a cerrar su centro de circulación de bajo nivel (LLCC) con la convección encendiéndose a su alrededor, y posteriormente el sistema se convirtió en la Depresión Tropical Trece a las 00:00 UTC el 20 de agosto aproximadamente a 850 millas (1375 km) al este de la isla de Antigua. La depresión tuvo problemas para organizarse debido a condiciones hostiles en el ambiente y permaneció sin cambios por casi 36 horas. El 21 de agosto las condiciones se tornaron un poco más favorables y la depresión se fortaleció en la tormenta tropical Laura a las 12:00 UTC de ese día, pero fue incapaz de reforzar más lejos, debido a la congestión de aire seco de nivel superior así como la interacción de la tierra. Esto convirtió a Laura en la duodécima tormenta atlántica con nombre, superando el récord anterior del huracán Luis de 1995 por ocho días. A las 20:30 UTC de ese día, Laura tocó tierra en la isla de Antigua con vientos de 75 km/h (45 mph) y una presión mínima de 1007 mbar. Tres horas después, a las 23:30 UTC de ese día, tocó tierra en la isla de Nieves con igual intensidad que lo hizo en la isla de Antigua. Cuando Laura se mudó cerca de la costa de Puerto Rico el 22 de agosto se produjo una reforma del centro al sur de esa isla, lo que le permitió a Laura comenzar a fortalecerse. Ese mismo día, un cambio hacia el este en la trayectoria pronosticada para la tormenta tropical Marco indicó que Laura y Marco podrían tocar tierra consecutivamente en el área alrededor de Luisiana. Temprano el 23 de agosto, a las 04:30 UTC, Laura tocó tierra un poco más fuerte a 20 millas al oeste de Santo Domingo, República Dominicana, con vientos de 85 km/h (50 mph) y una presión mínima de 1004 mbar. Ese día, Laura alcanzó grandes cantidades de convección, pero aún parecía irregular en las imágenes de satélite, con el terreno montañoso de La Española impidiendo que se fortaleciera. Más tarde ese mismo día, Laura se trasladó al Golfo de Gonave y posteriormente al Mar Caribe entre Haití y Cuba, y logró reanudar el fortalecimiento, alcanzando un pico inicial de 100 km/h (65 mph) y una presión mínima de 1000 mbar a las 00:00 UTC del 24 de agosto. Dos horas después, a las 02:00 UTC de ese día, Laura tocó tierra cerca de Uvero, en el municipio Guamá, provincia de Santiago de Cuba, Cuba, con vientos de 100 km/h (65 mph) y una presión mínima de 1000 mbar. La interacción con la tierra cubana hizo que Laura se debilitara un poco y sus vientos bajaron a 95 km/h (60 mph) y su presión aumentó hasta los 1002 mbar a las 12:00 UTC de ese mismo día. Poco después, Laura comenzó a intensificarse un poco nuevamente mientras transitaba por los mares al sur de Cuba y a las 00:00 UTC del 25 de agosto tocó tierra en Cuba por segunda vez cerca de Playa de las Tunas, en el municipio de Consolación del Sur, Pinar del Río, con vientos de 100 km/h (65 mph) y una presión mínima de 998 mbar. Poco después, Laura ingresó al Golfo de México donde comenzó a intensificarse rápidamente y alcanzó el estado de huracán a las 12:00 UTC del mismo día aproximadamente a 375 millas (605 km) al sur-sureste de la desembocadura del Río Misisipi. Después de su ascenso al estado de huracán, Laura comenzó a intensificarse explosivamente, alcanzando el estado de huracán categoría 2 a las 06:00 UTC del 26 de agosto. La intensificación explosiva de Laura continuó y seis horas después, a las 12:00 UTC de ese día, se convirtió en el primer huracán importante de la temporada, con vientos máximos sostenidos de 185 km/h (115 mph) y una presión mínima de 963 mbar. Seis horas más tarde, a las 18:00 UTC de ese día, se intensificó aún más y alcanzó la categoría 4, con vientos máximos de 220 km/h (140 mph) y una presión central mínima de 952 mbar. Después de su actualización a un huracán categoría 4, Laura continuó fortaleciéndose rápidamente debido a las condiciones favorables en la atmósfera, alcanzando una intensidad máxima con vientos sostenidos de 240 km/h (150 mph) y una presión central mínima de 937 mbar, solo seis horas después, a las 00:00 UTC del 27 de agosto, cuando la tormenta se acercaba a tocar tierra. A las 06:00 UTC del 27 de agosto, Laura tocó tierra cerca de Cameron, Luisiana, con vientos máximos sostenidos de 240 km/h (150 mph) y una presión central mínima de 939 mbar, lo que la coloca junto al huracán Last Island de 1856 como el huracán más fuerte registrado en el estado de Luisiana desde 1851. Laura fue el primer huracán más fuerte en  tocar tierra en Luisiana desde el Huracán Camille en 1969. Laura se debilitó rápidamente después de moverse tierra adentro, descendiendo al estado de huracán categoría 1 de gama baja, seis horas después, a las 12:00 UTC de ese día con vientos máximos de 155 km/h (100 mph) y una presión mínima de 970 mbar. Continuó debilitándose y cayó al estado de tormenta tropical seis horas después, a las 18:00 UTC, al norte de Luisiana, antes de debilitarse a una depresión tropical sobre Arkansas a las 06:00 UTC del 28 de agosto. Después de su debilitamiento a una depresión, Laura giró hacia el este, y logró sobrevivir como una depresión tropical por casi 24 horas ya que a las 06:00 UTC del 29 de agosto, Laura degeneró en un remanente bajo sobre el noreste de Kentucky.

## Preparaciones

### Antillas Menores e Islas Vírgenes
En preparación para la tormenta, se cerraron escuelas en Anguila y Antigua. El 20 de agosto se emitió una alerta de tormenta tropical para varias islas del grupo, que se actualizó a una advertencia al día siguiente. La tormenta provocó el cierre de todos los puertos de las Islas Vírgenes Británicas.

#### Puerto Rico
La gobernadora de Puerto Rico, Wanda Vázquez, declaró el estado de emergencia y los equipos de FEMA estaban listos para ayudar con los esfuerzos de recuperación en Puerto Rico.

### República Dominicana
Se emitió una advertencia de tormenta tropical cubriendo la costa desde Punta Palenque hasta la frontera norte de Haití. También se emitió una alerta roja para 18 provincias, una alerta amarilla para 8 y una alerta verde para 6.

### Haití
Las autoridades haitianas instaron a las personas a evacuar a los refugios y recordar usar máscaras y respetar las órdenes de distanciamiento social en las áreas debido a la pandemia de COVID-19.

### Jamaica
Aunque se pronosticó que el centro de Laura permanecería al norte de Jamaica, se anticipó que las bandas de lluvia asociadas en el lado sur de la circulación traerían precipitaciones significativas. El 23 de agosto, el Servicio Meteorológico de Jamaica emitió una alerta de inundaciones repentinas para las zonas bajas de todo el país. Esto se actualizó más tarde a una advertencia de inundación repentina el 24 de agosto cuando las lluvias torrenciales afectaron a la nación. 

### Islas Caimán
Originalmente, se pronosticó que la mayor parte de la tormenta se quedaría al norte de las Islas Caimán, pero a medida que el pronóstico seguía desplazándose hacia el suroeste del pronóstico anterior, las proyecciones de precipitaciones significativas y las condiciones de tormenta tropical continuaron aumentando. El gobierno de las Islas Caimán emitió una advertencia de tormenta tropical para sus islas el 23 de agosto. Esto fue además de las declaraciones de clima severo y las advertencias de inundaciones que ya se publicaron.

### Cuba
Antes del primer aterrizaje de Laura en Santiago de Cuba, el 23 de agosto, se emitieron alertas y advertencias de tormenta tropical en todo el país. En un momento, el extremo occidental de Cuba estuvo bajo vigilancia de tormenta tropical de Laura y una advertencia de tormenta tropical del Marco al mismo tiempo. Las autoridades evacuaron a 106.000 personas en la Provincia de Santiago de Cuba, 81.300 en la Provincia de Holguín y 12.000 en la Provincia de Guantánamo.  Se cortó el suministro eléctrico de forma preventiva en toda la provincia de Guantánamo como medida de precaución. El 24 de agosto, otras 45.000 personas en la provincia de Villa Clara, 16.466 personas en la provincia de Matanzas y 300 en la provincia de Ciego de Ávila fueron evacuadas. La pandemia de COVID-19 en curso complicó los esfuerzos de evacuación, lo que provocó que no se abrieran refugios de evacuación típicos, como escuelas. Los sospechosos de estar infectados fueron trasladados a centros de cuarentena. Se alertó a los residentes de todo el país sobre la posibilidad de inundaciones generalizadas, ya que muchos embalses estaban al máximo o cerca de su capacidad.

### Estados Unidos
Los huracanes Huracán Marco y Laura amenazaron una gran franja de plataformas petroleras ubicadas a lo largo del Golfo de México. Para el 23 de agosto, se cerró aproximadamente el 58 por ciento de la producción de petróleo y el 45 por ciento de la producción de gas natural; esto incluyó la evacuación de 114 plataformas. Para el 25 de agosto, se evacuaron 299 de 643 plataformas y 27 de 28 plataformas móviles. Se emitieron siete alertas de tornado para esta tormenta que incluían las aguas costeras, así como Texas, Luisiana, Misisipi, Arkansas, Tennessee, Alabama y Kentucky. El personal de la oficina de NWS Lake Charles también fue evacuado, advertencias para su área emitidas por NWS Brownsville. Se emitieron tres advertencias de vientos extremos para Luisiana y Texas cuando Laura se acercaba a tocar tierra.

#### Florida
El 21 de agosto, el gobernador de Florida, Ron DeSantis, declaró el estado de emergencia para los condados del sur del estado. Se preparó una unidad hospitalaria móvil en el Condado de Marion y se prepararon equipos de protección personal para distribuirlos en los refugios. Se emitió una alerta de tormenta tropical para los Cayos de Florida a medida que se acercaba la tormenta, aunque el lado norte del área se abandonó cuando Laura fue más al sur de lo esperado. El resto finalmente se actualizó a advertencias. La alcaldesa del Condado de Monroe, Heather Carruthers, declaró un estado de emergencia local y evacuaciones obligatorias para las casas móviles y botes, aunque a los visitantes se les permitió quedarse.

#### Texas
El 24 de agosto se emitieron alertas de huracán, tormenta tropical y marejada para áreas principalmente cercanas y al este de Galveston. La mayoría se actualizaron a advertencias al día siguiente y también se emitió una alerta de inundación repentina para la parte este del estado.
El 23 de agosto, el gobernador de Texas, Greg Abbott, declaró el estado de emergencia en 23 condados del este de Texas. El 25 de agosto, se emitieron órdenes de evacuación obligatorias para las áreas bajas de los condados de Chambers, Galveston y Jefferson, y para la totalidad del Condado de Orange. Esto incluyó la totalidad de la península de Bolívar y las ciudades de Galveston y Port Arthur. Los funcionarios de la ciudad de Galveston informaron a los residentes que todos los servicios de la ciudad cesarían al mediodía del 25 de agosto y que cuando llegaran los vientos con fuerza de tormenta tropical, los servicios de emergencia se suspenderían. Se utilizaron un total de 50 autobuses para ayudar en las evacuaciones. Se emitió una orden de evacuación voluntaria para las áreas costeras de los condados de Brazoria y Harris. Se estima que 385.000 personas estaban bajo órdenes de evacuación en el estado, incluida toda la ciudad de Beaumont.

#### Luisiana
Las alertas de huracán, tormenta tropical y marejada ciclónica se emitieron para casi toda la costa el 24 de agosto. Esto se produjo pocas horas después de que se cancelaran las advertencias de tormenta tropical y marejada ciclónica de la parte sureste del estado para Huracán Marco. La mayoría de alertas se actualizaron a advertencias al día siguiente y también se emitió una alerta de inundación repentina para la mitad occidental del estado, ya que se esperaban más de 10 pulgadas (250 mm) de lluvia. A medida que aumentaba la amenaza de marejada en la costa, el NHC declaró que habría "marejada ciclónica insuperable con olas grandes y destructivas".
Debido a la continua amenaza de que Huracán Marco y Laura tocaran tierra en Luisiana, el 21 de agosto, el gobernador de Luisiana, John Bel Edwards, declaró el estado de emergencia para 36 parroquias. Se llevaron a cabo evacuaciones relacionadas con Huracán Marco para la parroquia de Plaquemines, la parroquia de Jefferson, Grand Isle y Port Fourchon. El 25 de agosto se ordenó una evacuación obligatoria para la totalidad de la parroquia de Calcasieu, aproximadamente 200.000 personas. Se abrieron refugios estatales con catres más separados debido a la pandemia de COVID-19. Apenas unas horas antes de que Laura tocara tierra, el 26 de agosto, la I-10 se cerró en ambas direcciones entre la frontera de Luisiana / Texas hacia el este hasta la cuenca de Atchafalaya.

#### Misisipi
A pesar de estar bien lejos del centro de la tormenta, la costa de Misisipi fue puesta bajo vigilancia de marejadas ciclónicas desde Ocean Springs hacia el oeste el 24 de agosto debido al enorme tamaño de Laura. Sin embargo, estos se dejaron caer antes de que la tormenta tocara tierra. El gobernador de Misisipi, Tate Reeves, declaró el estado de emergencia el 22 de agosto debido a que los huracanes Laura y Huracán Marco amenazaron al estado, lo que el gobierno federal otorgó el 24 de agosto.

#### Arkansas
Los equipos de búsqueda y rescate se pusieron en espera cuando el gobernador Asa Hutchinson declaró una emergencia antes del huracán Laura y apartó $250,000 para prepararse para los impactos de la tormenta. Un día después, el presidente Donald Trump declaró el estado de emergencia para el estado de Arkansas. Por primera vez en la historia del estado, el Servicio Meteorológico Nacional emitió alertas y advertencias de tormenta tropical para varios condados del sur de Arkansas y los pronosticadores locales pronosticaron que las áreas al sureste de Little Rock enfrentan el mayor riesgo de daños.

## Impacto

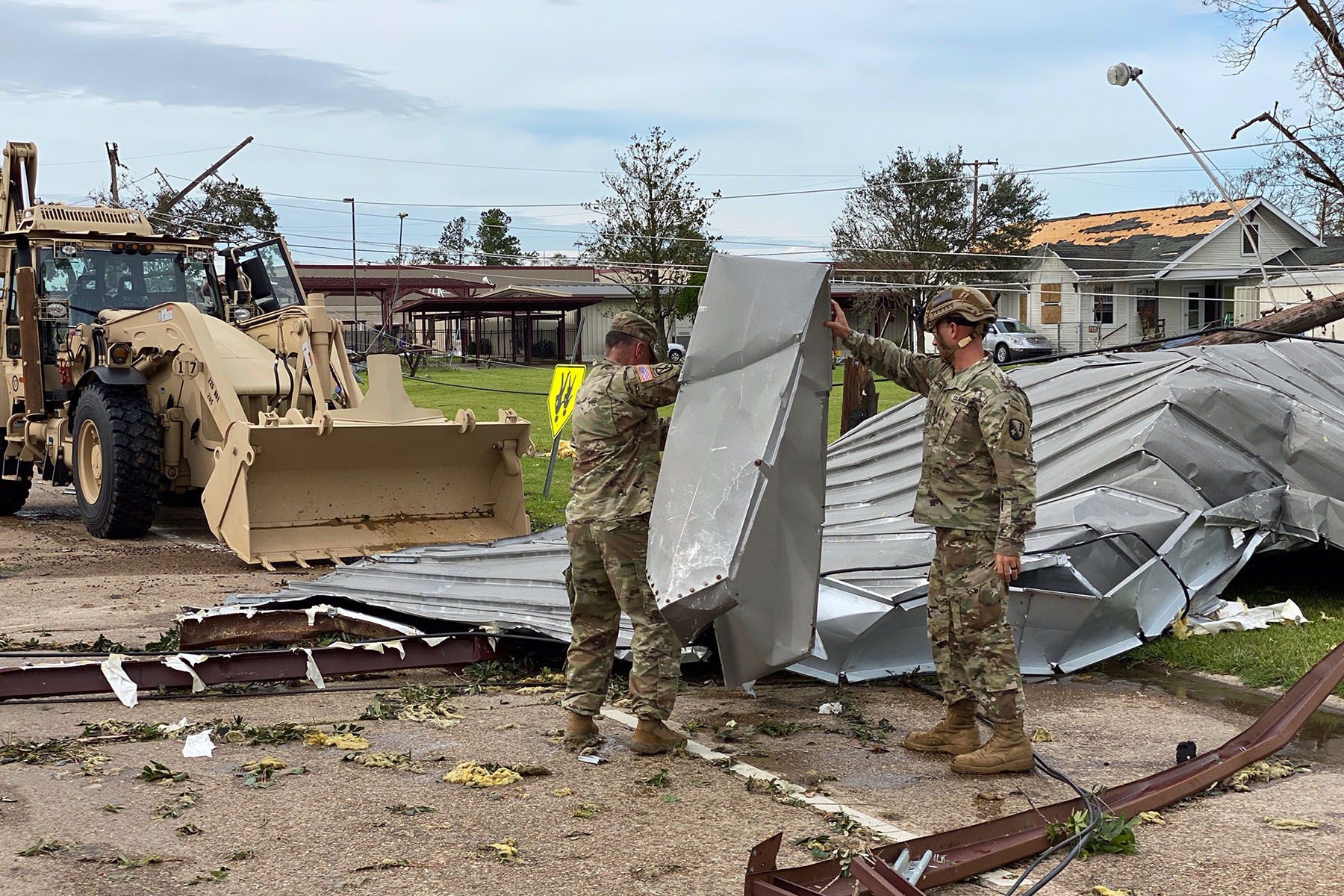
Miembros de la Guardia Nacional de Luisiana evaluando daños causados por Laura en Lake Charles

El primer informe de vientos sostenidos con fuerza de tormenta tropical en tierra fue en Cypremort Point, en Vermilion Bay, Luisiana donde se registraron vientos de 45 mph (72 km/h). Intracoastal City vio una marejada ciclónica de 6 pies (1,8 m). Las inundaciones por marejada ciclónica también sobre la SH 317 en Burns Point en la parroquia de St. Mary, mientras que las inundaciones repentinas rodearon las casas en Abbeville.
El Aeropuerto Regional de Lake Charles sufrió ráfagas de viento de 128 millas por hora (206 km/h), así como varios hangares destruidos. Otras ráfagas de viento en la ciudad alcanzaron las 137 millas por hora (220 km/h). Hubo numerosos informes en las redes sociales y videos de ventanas destrozadas de la torre Capitol One en el centro de Lake Charles. Una torre de comunicaciones se desplomó sobre el edificio de los estudios de la estación KPLC (la cual había sido evacuada antes de la tormenta) y una parte de un puente suspendido voló por los aires. El radar en la oficina de pronóstico del NWS Lake Charles (que ordenó que su personal fuera evacuado antes de la tormenta, y las operaciones de la oficina se transfirieran en el ínterin a la oficina del NWS en Brownsville, Texas) fue destruido en el momento de tocar tierra, con su cúpula y gran parte de su equipo interno desprendido de la base de la torre de radar.
 
La caída de árboles ha provocado cuatro muertes en el estado. Entre ellos se encontraban una niña de 14 años de Vernon Parish, un hombre de 60 años de Acadia Parish, una persona de Jackson Parish y otra persona en otra parte del estado. Un hombre de 24 años murió por intoxicación por monóxido de carbono de un generador dentro de su casa. Un hombre murió ahogado mientras estaba a bordo de un barco que se hundía.
Lluvias moderadas a intensas afectaron la mitad este de Oklahoma, lo que provocó una advertencia de inundación repentina en el condado de Le Flore. También se generó una banda de tormentas eléctricas que se movieron hacia el suroeste y se extendieron desde Oklahoma City hacia el sur, hasta la frontera con Texas.
En Tennessee, se emitió una advertencia de inundación repentina en Memphis y advertencias de tornado y tormentas eléctricas severas en la parte occidental del estado a última hora del 27 de agosto. Al día siguiente, se emitieron más advertencias, incluida una advertencia de tornado para áreas justo al norte de Nashville, que había sido golpeado por un tornado EF3 de alta gama poco menos de seis meses antes. Simultáneamente se emitieron múltiples advertencias de tornados en el sur de Misuri, Kentucky y el norte de Alabama.
Laura entró en Arkansas cuando aún tenía fuerza de tormenta tropical. Se emitieron numerosas advertencias de tornados en Arkansas. Un tornado causó daños importantes a una iglesia en Lake City, aunque nadie resultó herido o herido. A la noche se confirmó que esta misma tormenta había formado un "tornado grande y extremadamente peligroso" sobre el Parque Estatal Crowley's Ridge, lo que provocó una rara advertencia de tornado PDS (situación particularmente peligrosa). También se confirmó un tornado EF2 al suroeste de Maynard. Se emitieron advertencias generalizadas de inundaciones repentinas en todo el estado. Una ráfaga de viento de 57 millas por hora (92 km/h) se registró al sur de El Dorado mientras se derribaban árboles y líneas eléctricas, incluidos dos árboles que cayeron sobre las casas del pueblo, que fue uno de los muchos que perdieron la energía en el condado de Union.

## Retiro del nombre
El 17 de marzo de 2021, durante la XLIII sesión de la RA VI Hurricane Committee de la Organización Meteorológica Mundial retiró el nombre de Laura, reemplazándolo por Leah para 2026.